# 思溪敬序堂
思溪敬序堂是一座清代民居建筑,位于江西上饶婺源县思口镇思溪村107号，建于清嘉庆二十年（1815年）。主人俞文杰是贡生，授“修撰佐侍郎”。
敬序堂占地一亩多，包括正厅、后堂和侧面的花厅，厅堂宽敞，仿官厅建筑形制，雕刻颇为精美。大门朝北，紧临思溪。敬序堂在文革期间曾受到破坏。
电视连续剧《聊斋》、《青花》均在敬序堂拍摄。